# Râul Apa Roșie, Bărzăuța
Râul Apa Roșie este un curs de apă, afluent al râului Bărzăuța. 

## Hărți
- Harta Munții Nemira  Arhivat în 14 aprilie 2010, la Wayback Machine.
- Harta județului Covasna